# Пьештяни (район)

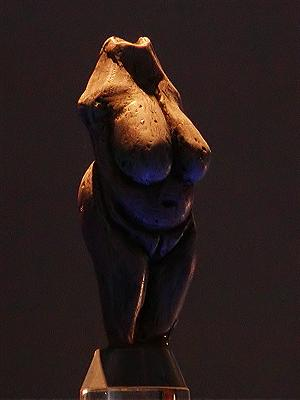
Верхнепалеолитическая Венера Мораванская

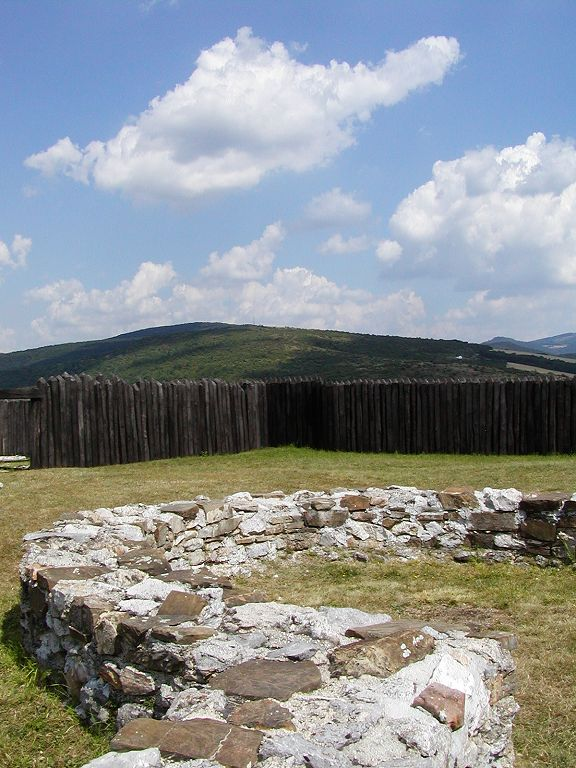
Великоморавское городище Костолец над Дуцовом

Район Пьештяни (словац. Okres Piešťany) — район Трнавского края Словакии.

## Население
| Год:        | 1994   | 2004    | 2014    | 2024    |
| ----------- | ------ | ------- | ------- | ------- |
| Broj ljudi: | 64 048 | 63 964  | 63 168  | 61 773  |
| Разница:    |        | −0,13 % | −1,24 % | −2,20 % |

### Статистические данные
Данные на 2001 год
Национальный состав:
- Словаки — 97,6 %
- Чехи — 1,1 %

Конфессиональный состав:
- Католики — 80,0 %
- Лютеране — 5,4 %
- Свидетели Иеговы — 0,6 %

## Археология
В пользу раннефеодального характера Великой Моравии, о существовании которого высказался академик Б. А. Рыбаков, говорят новые археологические данные, полученные при раскопках богатых усадеб на Поганьско близ Бржецлава в Чехии и в Дуцове.